# Hundimiento del SS Princess Alice
El SS Princess Alice, antiguamente PS Bute, fue un barco de pasajeros de  palas que se hundió el 3 de septiembre de 1878 tras una colisión con el collier Bywell Castle en el río Támesis. Murieron entre 600 y 700 personas, todas del Princess Alice, la mayor pérdida de vidas de cualquier accidente marítimo británico en aguas interiores. No se hizo ninguna lista de pasajeros ni recuento, por lo que nunca se ha conocido la cifra exacta de los fallecidos.
Construido en Greenock, Escocia, en 1865, el Princess Alice trabajó durante dos años en Escocia antes de ser adquirido por la Waterman's Steam Packet Co para transportar pasajeros por el Támesis. En 1878 era propiedad de la Woolwich Steam Packet Company y estaba capitaneado por William R. H. Grinstead; el barco transportaba pasajeros en un servicio de parada desde el muelle Swan, cerca del Puente de Londres, río abajo hasta Sheerness, Kent, y de vuelta. En su viaje de regreso, una hora después de la puesta de sol del 3 de septiembre de 1878, pasó por Tripcock Point y entró en Gallions Reach. Tomó la línea de navegación equivocada y fue golpeado por el Bywell Castle; el punto de la colisión fue la zona del Támesis donde se acababan de liberar 75 m³ de las aguas residuales de Londres. El Princess Alice se partió en tres partes y se hundió rápidamente; sus pasajeros se ahogaron en las aguas altamente contaminadas.
Grinstead murió en el siniestro, por lo que las investigaciones posteriores nunca establecieron qué rumbo debía tomar. El jurado en la investigación forense consideró que ambos barcos eran culpables, pero se culpó más al collier; la investigación llevada a cabo por el Board of Trade determinó que el Princess Alice no había seguido la ruta correcta y que su capitán era culpable. Tras el naufragio, se introdujeron cambios en el vertido y tratamiento de las aguas residuales, que fueron transportadas y vertidas al mar. La Fuerza de Policía Marina -la rama de la Policía Metropolitana que tenía la responsabilidad de vigilar el Támesis- fue provista de lanchas de vapor, después de que los botes de remo utilizados hasta ese momento habían resultado insuficientes. Cinco años después de la colisión, el Bywell Castle se hundió en el Golfo de Vizcaya con la pérdida de sus 40 tripulantes.

## Antecedentes

### SS Princess Alice

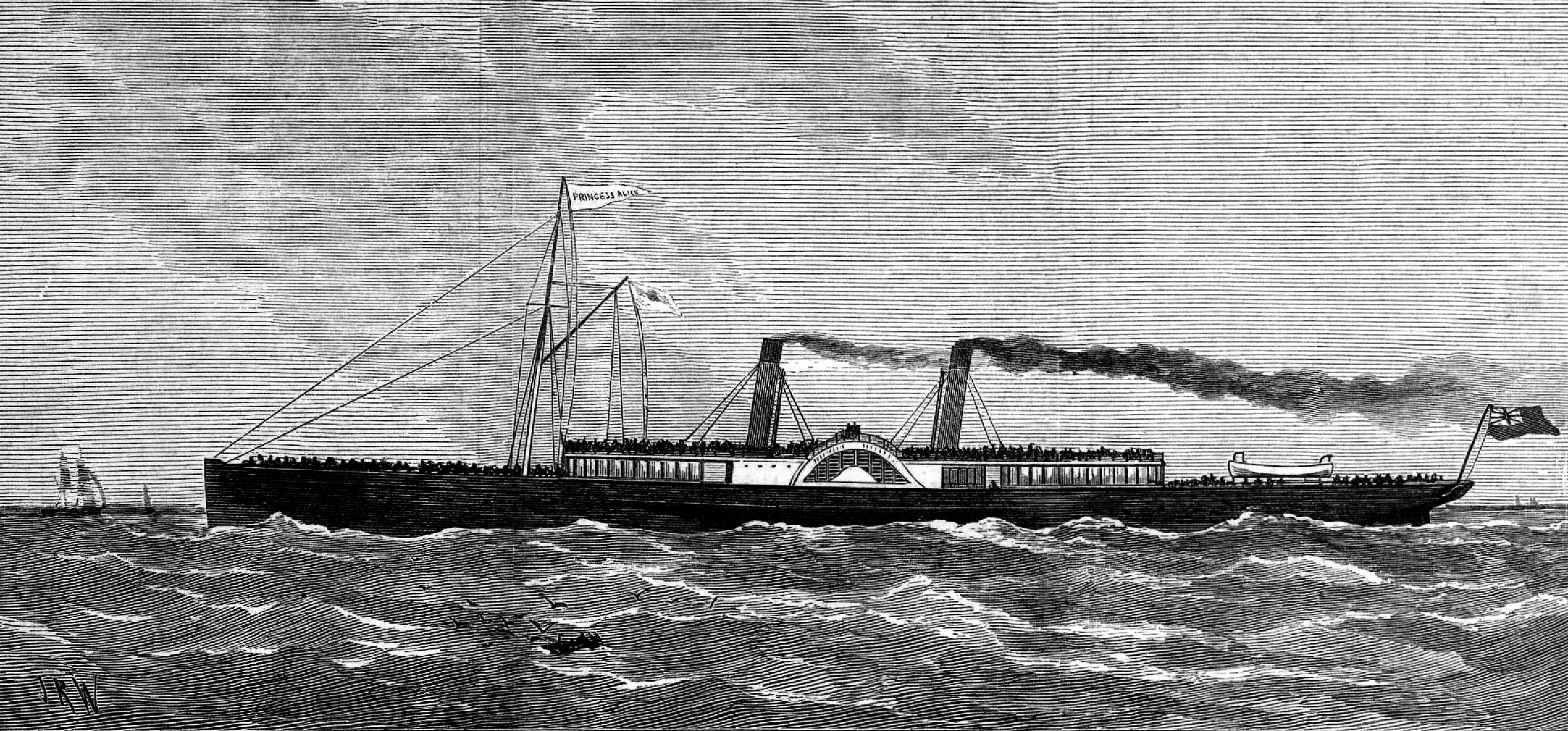
Princess Alice

Caird & Company de Greenock, Escocia, botó el barco de pasajeros de vapor de ruedas Bute el 29 de marzo de 1865. Entró en servicio el 1 de julio de 1865. El barco tenía 219,4 pies (66,9 m) de eslora y 20,2 pies (6,2 m) en la viga, y medía 432  toneladas de registro bruto. El Bute había sido construido para la Wemyss Bay Railway Company, para la que transportaba pasajeros entre Wemyss Bay y Rothesay. En 1867 fue vendido a la Waterman's Steam Packet Co. para viajar por el río Támesis; la compañía rebautizó el buque con el nombre de Princesa Alicia, en honor a la Princesa Alicia del Reino Unido de la  Reina Victoria. En 1870 fue vendido a la Woolwich Steam Packet Company y fue operado como vapor de excursión; la compañía cam| bió más tarde su nombre por el de London Steamboat Company. En 1873 el barco transportó a Naser al-Din Shah Qajar, el Shah de Persia, por el Támesis hasta  Greenwich, y llegó a ser conocido por muchos lugareños como 'el barco del Shah'.
Cuando el Princess Alice fue adquirido por la Woolwich Steam Packet Company, la compañía realizó varias reformas en el barco, incluyendo la instalación de nuevas calderas y la impermeabilización de los cinco mamparos. El buque había sido inspeccionado y aprobado como seguro por la Junta de Comercio. En 1878, otro estudio de la Junta de Comercio permitió que el barco transportara un máximo de 936 pasajeros entre Londres y Gravesend en aguas tranquilas.

### SSBywell Castle
El collier SS Bywell Castle fue construido en Newcastle en 1870 y era propiedad de Messrs Hall of Newcastle. Su  tonelada de registro bruto era 1376, tenía 254,2 pies (77,5 m) de eslora y 32 pies (9,8 m) de manga; su profundidad de bodega era 19 pies (5,8 m). El  capitán era  Thomas Harrison.

## 3 de septiembre de 1878

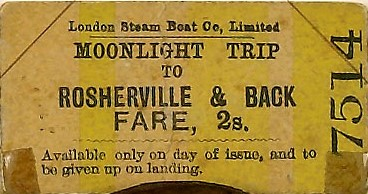
Billete para el viaje a la luz de la luna el 3 de septiembre de 1878

El 3 de septiembre de 1878, el Princess Alice realizaba lo que se denominaba un "viaje a la luz de la luna" desde el muelle de Swan, cerca del Puente de Londres, río abajo hasta Sheerness, Kent, y vuelta. Durante el viaje hizo escala en Blackwall, North Woolwich y Rosherville Gardens; muchos de los londinenses a bordo viajaban a Rosherville para visitar los jardines de recreo que se habían construido 40 años antes. Como la London Steamboat Co. poseía varios barcos, los pasajeros podían utilizar sus billetes indistintamente en el día, parando para viajar de ida o de vuelta en diferentes barcos si así lo deseaban; para los billetes desde Swan Pier a Rosherville, el coste era de dos  chelines.
El Princess Alice salió de Rosherville sobre las 18:30 en su regreso al muelle de los cisnes; llevaba casi toda su capacidad de pasajeros, aunque no se llevaron listas y se desconoce el número exacto de personas a bordo. El capitán del Princess Alice, de 47 años, William Grinstead, permitió que su timonel se quedara en Gravesend, y lo sustituyó por un pasajero, un marinero llamado John Ayers. Ayers tenía poca experiencia en el Támesis, o en el manejo de una embarcación como el Princess Alice. Entre las 19:20 y las 19:40, el Princess Alice había pasado por Tripcock Point, había entrado en Gallions Reach y estaba a la vista del muelle de North Woolwich, donde iban a desembarcar muchos pasajeros, cuando se vio el Bywell Castle. El Bywell Castle solía transportar carbón a África, pero acababa de ser repintado en un dique seco. Debía navegar hasta Newcastle para recoger carbón con destino a Alejandría, Egipto. Harrison no estaba familiarizado con las condiciones, así que contrató a Christopher Dix, un experimentado piloto de río, aunque no estaba obligado a hacerlo. Como el Bywell Castle tenía un castillo de proa elevado, Dix no tenía una visión clara frente a él, por lo que se colocó un marinero de vigía.

Puntos de parada y posición de la colisión del Princess Alice

Al salir de Millwall, el Bywell Castle se dirigió río abajo a cinco nudos; se mantuvo aproximadamente en el centro del río, excepto cuando otras embarcaciones se interpusieron en su camino. Al acercarse a Gallions Reach, Dix vio la luz roja del Princess Alice acercándose a estribor de ellos. Grinstead, remontando el río a contracorriente, siguió la práctica habitual de los navegantes de buscar las aguas mansas en el lado sur del río. Alteró el rumbo del barco, poniéndolo en la trayectoria del Bywell Castle. Al ver la inminente colisión, Grinstead gritó al buque más grande ¡A dónde vas! ¡Dios mío! ¿Adónde vas?  Aunque Dix trató de maniobrar su barco fuera del rumbo de colisión, y ordenó poner las máquinas en "marcha atrás a toda velocidad", fue demasiado tarde. El Princess Alice fue golpeado por el lado de estribor justo delante de la caja de palas en un ángulo de 13 grados; se partió en dos y se hundió en cuatro minutos, separándose sus calderas de la estructura mientras se hundía.
La tripulación del Bywell Castle dejó caer cuerdas desde su cubierta para que los pasajeros del Princess Alice treparan; también lanzaron al agua cualquier cosa que flotara para que la gente se agarrara. Otros tripulantes del Bywell Castle lanzaron su bote salvavidas y rescataron a 14 personas, y las tripulaciones de los barcos amarrados en las cercanías hicieron lo mismo. Los residentes de ambas orillas del Támesis, en particular los barqueros de las fábricas locales, lanzaron embarcaciones para rescatar a quienes pudieron. Muchos de los pasajeros del Princess Alice no sabían nadar; los largos y pesados vestidos que llevaban las mujeres también dificultaron sus esfuerzos por mantenerse a flote. El barco gemelo del Princess Alice, el Duke of Teck, navegaba diez minutos detrás de él; llegó demasiado tarde para rescatar a las personas que quedaban en el agua. Sólo dos personas que se encontraban bajo la cubierta o en el salón sobrevivieron a la colisión; un buzo que examinó posteriormente el salón informó de que los pasajeros estaban apiñados en las puertas, la mayoría en posición vertical.
Unas 130 personas fueron rescatadas de la colisión, pero varias murieron más tarde al ingerir el agua. El Princess Alice se hundió en el punto donde se encontraban las  estaciones de bombeo de aguas residuales de Londres. El vertido de dos veces al día de 75 m³ de aguas residuales sin tratar desde los desagües de la estación de bombeo de Abbey Mills, en Barking, y la estación de bombeo de Crossness se había producido una hora antes de la colisión. En una carta a The Times poco después de la colisión, un químico describió el flujo de salida como:

Dos columnas continuas de aguas residuales fermentadas y descompuestas, silbando como agua de soda con gases nefastos, tan negras que el agua se mancha a lo largo de kilómetros y descargando un olor a mortuorio corrupto, que será recordado por todos ... como particularmente deprimente y enfermizo.

.

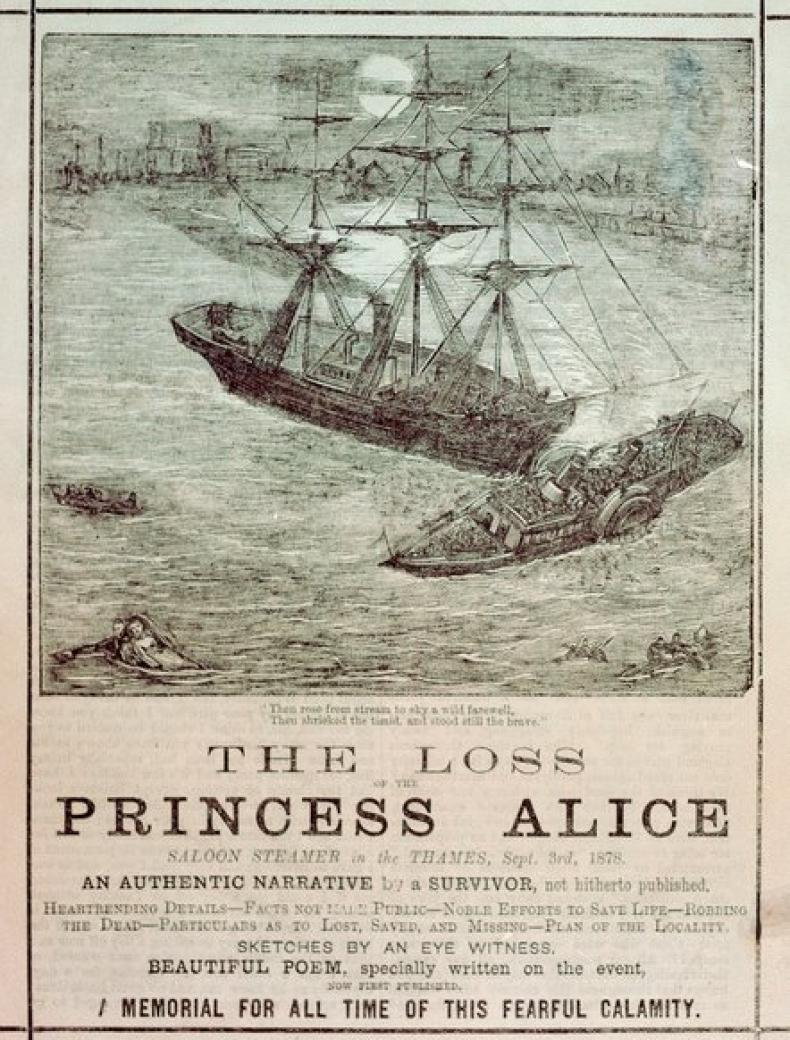
Impresión del artista del hundimiento en un panfleto contemporáneo

El agua también estaba contaminada por la producción no tratada de Beckton Gas Works, y varias fábricas químicas locales. Además de la suciedad del agua, un incendio en Thames Street ese mismo día había provocado la entrada de aceite y petróleo en el río.
El Bywell Castle amarró en Deptford para esperar la acción de las autoridades y la investigación. Esa noche Harrison y Belding, primer oficial, escribieron el diario de a bordo para describir el suceso:

A las 6:30 salió del West Dock, Millwall, a cargo del Sr. Dicks,  [sic] piloto; procediendo lentamente, estando el capitán y el piloto en el puente superior ... Aire ligero y tiempo un poco brumoso. A las 7:45 pm procediendo a media velocidad por Gallions Reach. Estando en el centro del Reach, observamos un barco de excursión que subía por Barking Reach, mostrando sus luces rojas y de tope, cuando viramos el timón para mantenernos en dirección a Tripcock Point. Al acercarse el barco, observamos que el otro vapor había virado a babor, e inmediatamente después vimos que había virado a estribor y estaba tratando de cruzar nuestra proa, mostrando su luz verde cerca de la proa de babor. Viendo que la colisión era inevitable, detuvimos nuestras máquinas y dimos marcha atrás a toda velocidad, cuando los dos buques colisionaron, la proa del "Bywell Castle" cortó al otro vapor, que estaba lleno de pasajeros, con un terrible choque. Se tomaron medidas inmediatas para salvar vidas, izando por la proa a varios hombres de los pasajeros, lanzando cabos de cuerda alrededor del barco, lanzando cuatro aros salvavidas, una escalera de bodega y varios tablones, y sacando tres botes, manteniendo el silbato sonando fuertemente todo el tiempo para pedir ayuda, que fue prestada por varios botes desde la costa y un bote de un vapor que pasaba. El vapor de excursión, que resultó ser el Princess Alice, se volcó y se hundió bajo la proa. Lograron rescatar a un gran número de pasajeros y anclaron para pasar la noche. Hacia las 20:30 horas, el vapor Duke of Teck se acercó y sacó a los pasajeros que no habían sido llevados a tierra en los botes.

## Consecuencias

### Recuperación de los muertos

"El gran desastre en el Támesis: recuperación de cuerpos del naufragio de la Princess Alice"; The Illustrated London News, 14 de septiembre de 1878

La noticia del hundimiento fue telegrafiada al centro de Londres, y pronto se filtró a los que esperaban en el Muelle del Cisne el regreso del vapor. Los familiares se dirigieron a las oficinas del London Steamboat cerca de Blackfriars para esperar más noticias; muchos tomaron el tren desde la estación de Puente de Londres hasta la estación de Woolwich Arsenal. Las multitudes crecieron durante la noche y el día siguiente, ya que tanto los familiares como los turistas viajaron a Woolwich; se reclutó a más policías para ayudar a controlar a las multitudes y a ocuparse de los restos que se desembarcaban. Se informó de que los cadáveres fueron arrastrados río arriba hasta Limehouse y hasta Erith. Cuando los cuerpos eran desembarcados, se almacenaban localmente para su identificación, en lugar de hacerlo de forma centralizada, aunque la mayoría acababan en Woolwich Dockyard. Los familiares tenían que viajar entre varias localidades a ambos lados del Támesis para buscar a sus familiares desaparecidos. Se contrataba a los aguadores locales por 2 libras al día para que buscaran los cadáveres; se les pagaba un mínimo de cinco chillings por cada uno que recuperaran, lo que a veces provocaba peleas por los cuerpos. Uno de los recogidos fue el de Grinstead, capitán de la Princesa Alicia.
Debido a la contaminación de las aguas residuales y a la producción industrial local, los cuerpos del Támesis se cubrieron de baba, que resultó difícil de limpiar; los cadáveres comenzaron a pudrirse a un ritmo más rápido de lo normal, y muchos de ellos estaban inusualmente hinchados. Las ropas de las víctimas también empezaron a pudrirse rápidamente y se decoloraron tras su inmersión en el agua contaminada. Dieciséis de los que sobrevivieron murieron en menos de dos semanas, y varios otros enfermaron.

### Investigación
El 4 de septiembre Charles Carttar, el coronel de Kent Occidental, abrió la Investigación de su región. Ese día llevó al jurado a ver los cadáveres en el Ayuntamiento de Woolwich y en el muelle de Woolwich. Había más cuerpos en la orilla norte, pero esto quedaba fuera de su jurisdicción. Charles Lewis, el juez de instrucción del sur de Essex, visitó la Junta de Comercio y el Ministerio del Interior para intentar que los restos de su jurisdicción se trasladaran a Woolwich para permitir una investigación que pudiera abarcar a todas las víctimas y escuchar las pruebas en un solo lugar, pero la ley significaba que no se podía trasladar a los fallecidos hasta que se hubiera abierto y aplazado la investigación. En su lugar, abrió la investigación para identificar formalmente los cuerpos bajo su autoridad, y luego aplazó los procedimientos hasta que el caso de Carttar hubiera llegado a su fin. Emitió órdenes de enterramiento y los restos fueron trasladados a Woolwich.

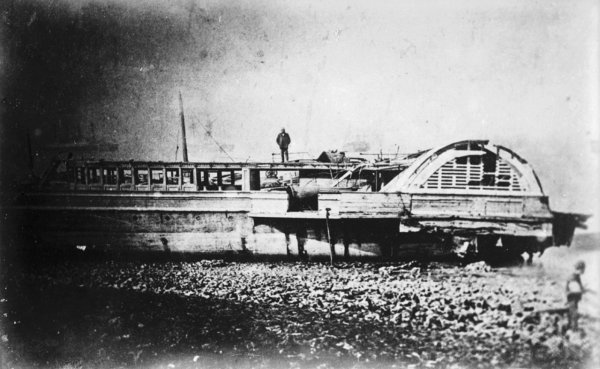
Parte del Princess Alicevarado después del desastre.

Durante la marea baja, parte de la barandilla del Princess Alice podía verse por encima de la línea de flotación. Los planes para levantar el barco comenzaron el 5 de septiembre con un buzo que examinó los restos. Descubrió que el buque se había roto en tres secciones: la proa, la popa y las calderas. Informó de que todavía había varios cuerpos a bordo. Al día siguiente se empezó a trabajar para levantar la sección de proa más grande, que tenía una longitud de 90 pies (27,4 m). Se varó con la marea baja (2:00 de la mañana del 7 de septiembre) en Woolwich; mientras se sacaba a tierra, el Bywell Castle pasó por delante, dejando Londres, pero sin su capitán, que se quedó. Al día siguiente, grandes multitudes volvieron a visitar Woolwich para ver la sección elevada del Princess Alice. Se produjeron peleas en algunos lugares por el mejor punto de vista, y la gente se acercó a los restos del naufragio para romper los recuerdos. Se reclutaron 250 policías más para ayudar a controlar a la multitud. Esa noche, después de que la mayoría de la multitud se hubiera ido a casa, la sección de popa del barco fue levantada y varada junto a la proa.

"El gran desastre en el Támesis: entierro de los muertos desconocidos en el cementerio de Woolwich, East Wickham"; The Illustrated London News, 14 de septiembre de 1878

Debido al acelerado ritmo de descomposición de muchos de los cadáveres, los entierros de muchos de los que aún no habían sido identificados tuvieron lugar el 9 de septiembre en el cementerio de Woolwich en una fosa común; asistieron varios miles de personas. Todos los ataúdes llevaban un número de identificación policial, que también se adjuntó a la ropa y a los objetos personales que se conservaron para ayudar a su posterior identificación. Ese mismo día se celebraron más de 150 funerales privados de víctimas.
Las dos primeras semanas de la investigación de Carttar se dedicaron a la identificación formal de los cuerpos, y a las visitas al lugar del naufragio para examinar los restos del Princess Alice. A partir del 16 de septiembre se iniciaron los procedimientos para examinar las causas de la colisión. Carttar comenzó lamentando la cobertura mediática del suceso, que sugería fuertemente que el Bywell Castle se había equivocado y debía asumir la culpa. Centró sus procedimientos en William Beechey, el primer cuerpo que había sido identificado positivamente; Carttar explicó al jurado que cualquier veredicto que alcanzaran sobre Beechey se aplicaría a las otras víctimas.{efn|Las fuentes proporcionan diferentes ortografías para Beechey: Beachey también aparece por algunos.}} Numerosos barqueros del Támesis aparecieron como testigos, todos ellos activos en la zona en aquella época; sus relatos sobre el camino seguido por el Princess Alice diferían considerablemente. La mayoría de las embarcaciones de recreo que remontan el Támesis rodean Tripcock Point y se dirigen a la orilla norte para aprovechar las corrientes más favorables. Si el "Princess Alice" hubiera hecho eso, el "Bywell Castle" habría ido claramente a su popa. Varios testigos declararon que una vez que el "Princess Alice" dobló Tripcock Point fue empujado hacia el centro del río por las corrientes; el barco intentó entonces girar a babor, lo que le habría mantenido cerca de la orilla sur del río, pero al hacerlo cortó la proa del "Bywell Castle". Varios capitanes de otros barcos amarrados en las cercanías que presenciaron la colisión coincidieron con esta serie de acontecimientos. El primer oficial del Princess Alice negó que su barco hubiera cambiado de dirección.
Durante la investigación se tomó declaración a George Purcell, el stoker del Bywell Castle, quien, la noche del hundimiento, había dicho a varias personas que el capitán y la tripulación del barco estaban borrachos. Bajo juramento, cambió sus afirmaciones y declaró que estaban sobrios, y que no recordaba haber afirmado que nadie estuviera borracho. Las declaraciones de otros miembros de la tripulación del Bywell Castle demostraron que había sido Purcell quien se había emborrachado; un tripulante dijo que "Purcell era como la mayoría de los bomberos. Estaba bastante mal por la bebida, pero no tan mal como para no poder hacer su guardia". También se tomaron pruebas sobre el estado del Támesis en el momento en que se hundió el barco, y sobre la construcción y estabilidad del Princess Alice. El 14 de noviembre, tras doce horas de debate, la investigación dio a conocer su veredicto; cuatro miembros del jurado de diecinueve miembros se negaron a firmar la declaración. El veredicto fue:

Que la muerte de dicho William Beachey y de otras personas fue ocasionada por ahogamiento en las aguas del río Támesis a causa de una colisión ocurrida después de la puesta de sol entre un barco de vapor llamado Bywell Castle y un barco de vapor llamado Princess Alice, por lo que el Princess Alice se partió en dos y se hundió, no siendo dicha colisión intencionada; que el Bywell Castle no tomó la precaución necesaria de aflojar, detener e invertir sus motores a tiempo y que el Princess Alice contribuyó a la colisión al no detenerse y ponerse a popa; que todas las colisiones, en opinión del jurado, podrían evitarse en el futuro si se establecieran normas y reglamentos adecuados y estrictos para toda la navegación a vapor en el río Támesis. 

Addenda:

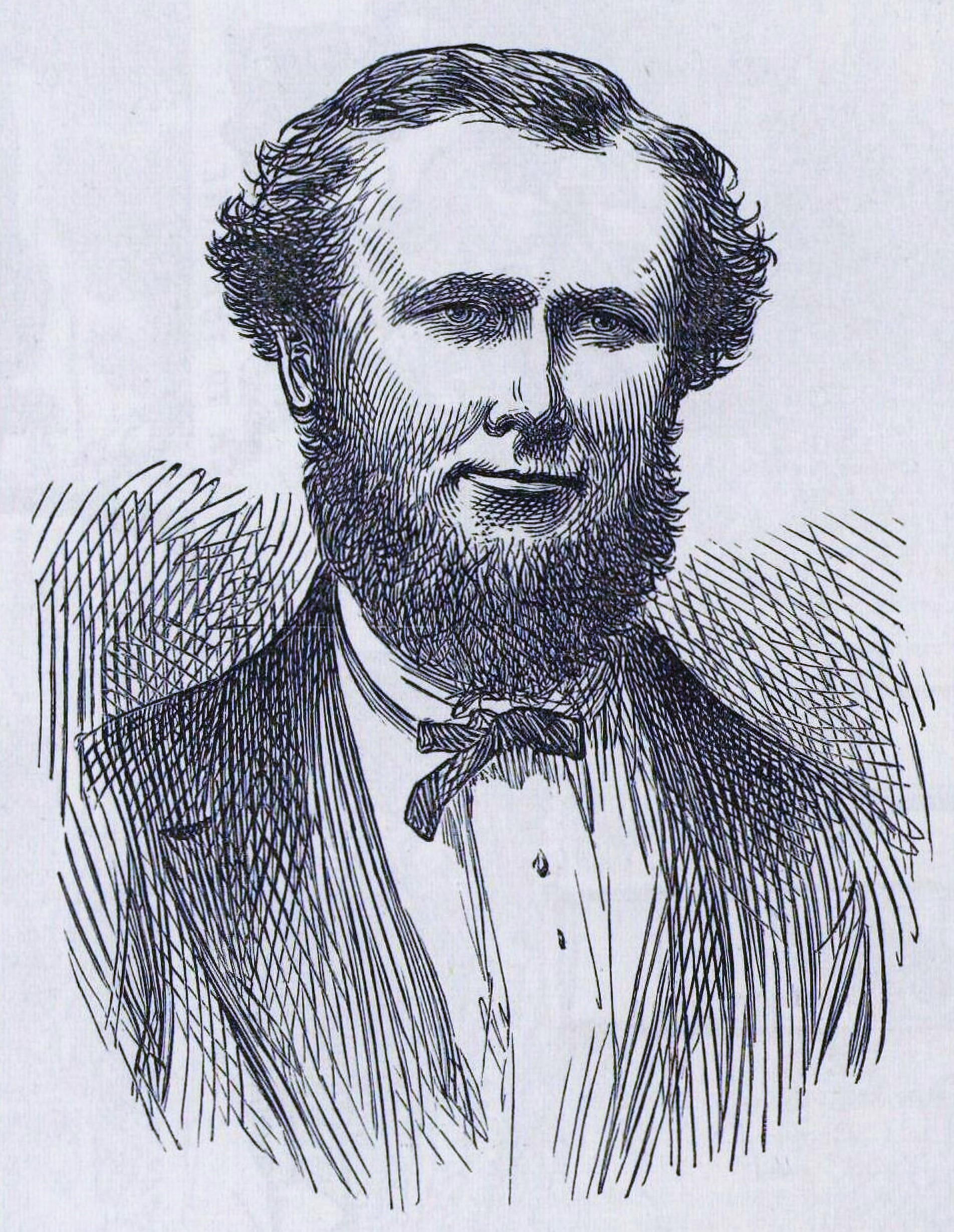
Capitán William RH Grinstead, el maestro de la princesa Alice, quien murió en la colisión.

1. Consideramos que el Princess Alice estaba, el 3 de septiembre, en condiciones de navegar.
2. Creemos que el Princess Alice no tenía una tripulación adecuada y suficiente.
3. Creemos que el número de personas a bordo del Princess Alice era más que prudente.
4. Creemos que los medios para salvar vidas a bordo del Princess Alice eran insuficientes para un barco de su clase.

### Investigación de la Junta de Comercio
Al mismo tiempo que la investigación del juez de instrucción, se llevó a cabo una investigación de la Junta de Comercio. Se presentaron cargos específicos contra el capitán Harrison, dos de los miembros de la tripulación del Bywell Castle, y contra Long, el primer oficial del Princess Alice; a todos se les suspendió la licencia al comienzo de la audiencia. El procedimiento de la Junta de Comercio comenzó el 14 de octubre de 1878 y se prolongó hasta el 6 de noviembre. La junta determinó que el Princess Alice había infringido la regla 29, sección (d) del Reglamento de la Junta de Comercio y el Reglamento de la Junta de Conservación del Támesis, 1872. La regla 29, sección (d) del Reglamento de la Junta de Comercio y el Reglamento de la Junta de Conservación del Támesis, 1872, establece que "si dos buques de vapor se encuentran de frente, o casi de frente, de manera que haya riesgo de colisión, los timones de ambos se pondrán a babor para que cada uno pueda pasar por el lado de babor del otro". Como el Princess Alice no había seguido este procedimiento, la Junta consideró que el Princess Alice era el culpable y que el Bywell Castle no pudo evitar la colisión.

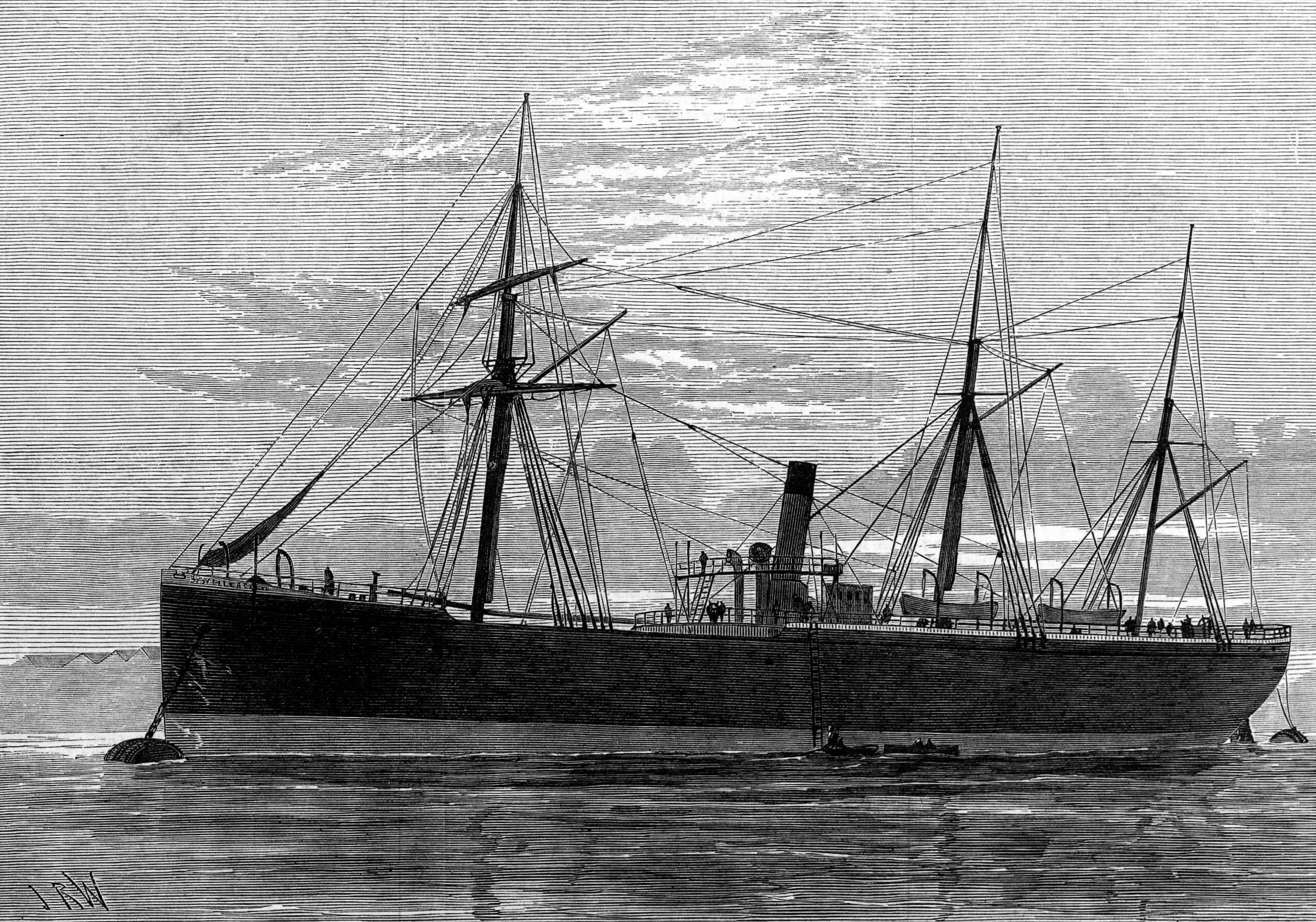
SS Bywell Castle

La empresa propietaria de la "Princesa Alicia" demandó a los propietarios del "Castillo de Bywell" por una indemnización de 20.000 libras; los propietarios del "Castillo de Bywell" contrademandaron por 2000 libras.  El caso se juzgó en la División del Almirantazgo del Tribunal Superior de Justicia a finales de 1878. Después de dos semanas, la sentencia fue que ambos buques eran culpables de la colisión.
Como no se conservó ninguna lista de pasajeros del Princess Alice -ni un registro del número de personas a bordo- no fue posible calcular el número de personas que murieron: las cifras varían entre 600 y 700., 650 y 700. The Times informó que "el forense cree que hay de 60 a 80 cuerpos sin recuperar del río. El número total de vidas perdidas debe haber sido de 630 a 650". Michael Foley, en su examen de las catástrofes en el Támesis, observa que "no hubo pruebas del número final de muertos. Sin embargo, finalmente se recuperaron unos 640 cuerpos". El hundimiento fue la peor catástrofe en aguas interiores del Reino Unido.
El fondo Mansion House para las víctimas había sido abierto por el Lord Mayor de Londres tras el hundimiento; para cuando se cerró había recaudado 35 000 libras, que se distribuyeron entre las familias de las víctimas. en 2025, según los cálculos basados en la medida de inflación del Consumer Price Index.

## Consecuencias y acontecimientos posteriores

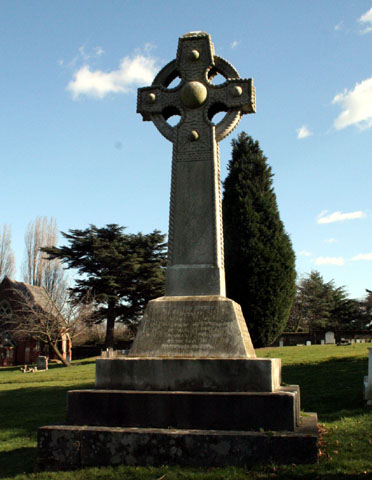
Monumento a los muertos en el desastre

Durante la década de 1880, la Metropolitan Board of Works de Londres comenzó a depurar las aguas residuales en Crossness y Beckton, en lugar de verter los residuos sin tratar en el río, y se ordenó la construcción de una serie de seis barcos de lodos para enviar los efluentes al Mar del Norte para su vertido. El primer barco, encargado en junio de 1887, se llamó Bazalgette -en honor a Joseph Bazalgette, que había reconstruido el sistema de alcantarillado de Londres. La práctica de verter al mar continuó hasta diciembre de 1998.
Hasta que se hundió el Princess Alice, la Fuerza de Policía Marina-la rama del Servicio de Policía Metropolitana- que tenía la responsabilidad de vigilar el Támesis - se valía de botes de remos para su trabajo. La investigación sobre el hundimiento del Princess Alice determinó que estas eran insuficientes para los requisitos de la función, y que debían ser sustituidas por  barcos de vapor. Las dos primeras lanchas entraron en servicio a mediados de la década de 1880; en 1898 ya funcionaban ocho. El Royal Albert Dock, inaugurado en 1880, ayudó a separar el tráfico de mercancías pesadas de las embarcaciones más pequeñas; esto y la adopción global de luces de señalización de emergencia en los barcos ayudaron a evitar futuras tragedias.
Después de que 23 000 personas donaran a un fondo de Seis Peniques, se erigió una cruz celta conmemorativa en el cementerio de Woolwich en mayo de 1880. St Mary Magdalene Woolwich, la iglesia parroquial local, también instaló más tarde una vidriera conmemorativa. En 2008 una subvención de la Lotería Nacional financió la instalación de una placa conmemorativa en Barking Creek para conmemorar el 130 aniversario del hundimiento.
Los propietarios del Princess Alice, la London Steamboat Co, compraron los restos del barco a la Thames Conservancy por 350 libras esterlinas;  los motores fueron rescatados y el resto enviado a un  desguace de barcos. La London Steamboat Co quebró en seis años, y sus sucesores tuvieron dificultades financieras tres años después. Según el historiador Jerry White, junto con la competencia de los ferrocarriles y los servicios de autobús, el hundimiento del Princess Alice "tuvo cierto impacto ... en arruinar la marea del Támesis como terreno de recreo". El Bywell Castle se dio por desaparecido el 29 de enero de 1883 navegando entre Alejandría y Hull; llevaba un cargamento de semillas de algodón y judías. En febrero de 1883 los periódicos publicaron un informe final:

Se cree que el vapor Bywell Castle, que atropelló al barco salón Princess Alice, frente a Woolwich, hace algunos años, se ha perdido en el Golfo de Vizcaya, en el vendaval que resultó fatal para el Kenmure Castle. El Bywell Castle llevaba una tripulación de 40 hombres y su carga consistía en productos egipcios.

### Artículos de prensa
- «The Catastrophe on the Thames». The Manchester Guardian. 5 de septiembre de 1878. p. 8.
- «The Catastrophe on the Thames». The Manchester Guardian. 9 de septiembre de 1878. p. 8.
- «The Collision on the Thames». Shipping and Mercantile Gazette. 5 Sde septiembre de 1878. p. 6.
- «The Collision on the Thames». The Times. 5 de septiembre de 1878. p. 9.
- «The Collision on the Thames». The Times. 19 de septiembre de 1878. p. 8.
- «The Collision on the Thames». The Times. 15 de septiembre de 1878. p. 9.
- «The Collision on the Thames». The Times. 28 de noviembre de 1878. p. 9.
- «The Collision on the Thames». The Manchester Guardian. 10 de noviembre de 1878. p. 7.
- «The Disaster on the Thames». The Illustrated London News. 14 de septiembre de 1878. pp. 248-249.
- «The Disaster on the Thames». The Daily News. 10 de septiembre de 1878. p. 2.
- Evans, Alice (3 de septiembre de 2018). «Princess Alice Disaster: The Thames' 650 Forgotten Dead». BBC News. Consultado el 12 de diciembre de 2018.
- «The Great Disaster on the Thames». The Illustrated London News. 21 de septiembre de 1878. pp. 272-273.
- «Launches». Greenock Telegraph. 30 de marzo de 1865. p. 2.
- «Loss of the Princess Alice». The Globe. 24 de octobre 1878. p. 5.
- «News». The Manchester Guardian. 28 de noviembre de 1878.
- «A Pharmaceutical Chemist Writes». The Times. 6 de septiembre de 1878. p. 8.
- «The Princess Alice: Cross Actions: Judgment». The Manchester Guardian. 12 de diciembre de 1878. p. 8.
- «The Steamboat Disaster on the Thames». The Scotsman. 10 de septiembre de 1878. p. 5.
- «Summary of News: Domestic». The Manchester Guardian. 6 de septiembre de 1878. p. 4.
- «Summary of News: Domestic». The Manchester Guardian. 13 de febrero de 1883. p. 5.
- «The Terrible Disaster on the Thames». The Daily Telegraph. 10 de septiembre de 1878. p. 2.
- «The Wemyss Bay Railway Company Again». Glasgow Herald. 6 de julio de 1875. p. 6.

### Internet y televisión
- Clark, Gregory (2019). «The Annual RPI and Average Earnings for Britain, 1209 to Present (New Series)». MeasuringWorth. Consultado el 28 de enero de 2019.
- Heard, Stawell (9 de junio de 2017). «The Princess Alice Disaster». Royal Museums Greenwich. Archivado desde el original el 3 de enero de 2019. Consultado el 3 de enero de 2019.
- «London, England, United Kingdom – Sunrise, Sunset and Daylength, September 1878». Time and Date. Archivado desde el original el 7 de febrero de 2019. Consultado el 4 de febrero de 2019.
- «Marine Support Unit». Metropolitan Police. Archivado desde el original el 16 de julio de 2007. Consultado el 28 de enero de 2019.
- «Your National Lottery: Good Causes». National Lottery. Archivado desde el original el 28 de enero de 2019. Consultado el 28 de enero de 2019.